# Hans Pfenninger
Hans Pfenninger (* 16. September 1929 in Zürich; † 17. Dezember 2009 ebenda) war ein Schweizer Radrennfahrer und nationaler Meister im Radsport.

## Sportliche Laufbahn
Pfenninger war Teilnehmer der Olympischen Sommerspiele 1948 in London. Er bestritt mit dem Vierer der Schweiz die Mannschaftsverfolgung; sein Team mit Gaston Gerosa, Walter Bucher, Eugen Kamber und Pfenninger belegte den 5. Platz. Vier Jahre später nahm er erneut an den Olympischen Sommerspielen teil und belegte mit dem Bahnvierer ebenfalls den 5. Rang in der Mannschaftsverfolgung.
1950 gewann er das Rennen Giro del Mendrisiotto. 1952 siegte er in der nationalen Meisterschaft in der Einerverfolgung vor Max Wirth. 1953 gewann er mit seinem Vereinsvierer auch die nationale Meisterschaft in der Mannschaftsverfolgung. 1953 wurde er zunächst Unabhängiger, dann Berufsfahrer, startete 1955 wieder als Amateur und 1956 erneut bei den Profis.